# GTV (필리핀의 텔레비전 채널)
GTV은 2021년 2월 22일에 만들어진 필리핀의 무료 텔레비전 채널이다.